# Mariusz Piasecki
Mariusz Piasecki (ur. 26 września 1958 r.) – polski zawodnik i trener szermierki. Zdobył 12 medali na Mistrzostwach Polski, wielokrotnie reprezentował Polskę na zawodach międzynarodowych w konkurencji szpady. W 1983 zdobył srebrny medal w turnieju drużynowym Letniej Uniwersjady. Po ukończeniu gdańskiego AWF-u był trenerem w sekcji szermierczej klubu AZS-AWF Gdańsk. Z końcem lat 80. XX wieku wyemigrował do Norwegii, gdzie od lat trenuje młodych zawodników norweskich, przewodniczy Norweskiemu Związkowi Szermierczemu, jest trenerem kadry narodowej Norwegii w szpadzie (pod jego opieką m.in. jego syn Bartosz Piasecki zdobył pierwszy medal olimpijski w szermierce dla Norwegii na igrzyskach olimpijskich w Londynie w 2012 roku, a norweski szpadzista Claus Severin Mørch zdobył brązowy medal na Mistrzostwach Świata Seniorów w 2005 roku). Mariusz Piasecki prowadzi też klub szermierczy w Oslo (Bygdø Fekteklubb).
Od 1 stycznia 2016 roku powołany został także na stanowisko trenera polskiej kadry narodowej (trenera szkolenia olimpijskiego) w szpadzie mężczyzn.
Jego ojciec Romuald Piasecki (ur. 1937  – zm. 2000), z wykształcenia inżynier konstruktor, był także trenerem piłki ręcznej oraz działaczem oraz sędzią, w latach 1973-1998 pełnił funkcję Prezesa Okręgowego Związku Szermierczego w Gdańsku. W Gdańsku corocznie odbywa się memoriał Romualda Piaseckiego.
Mariusz Piasecki ma dwójkę dzieci (starszy, urodzony jeszcze w Polsce w 1986 roku, Bartosz Piasecki, z wykształcenia informatyk oraz młodsza Caroline Piasecka ur. w 1990 roku - ukończyła ekonomię w Stanach Zjednoczonych i pracuje w Norwegii. Oboje od lat również trenują szermierkę reprezentując Norwegię w konkurencji szpady.